# George Issakidis
George Issakidis est un DJ français qui a fait partie des pionniers de la French Touch. Il a fait partie du duo The Micronauts jusqu'en 2000, et continue depuis une carrière solo. En 2004 il fonde le label « The Republic of Desire » sur lequel il produit notamment Midnight Mike (aussi connu sous le pseudo Mickey Moonlight), qui apparaît au chant dans certains de ses titres. En 2013 il sort son premier album, Karezza, chez Kill the DJ.

## Discographie
- Naked EP (1996)
- Impulsion EP (1997)
- Headbangers EP (2004)
- Karezza (2013)